# Ристо Милићевић
Ристо Милићевић (Мостар, 29. мај 1884 — Крупањ, 16. август 1914), је био српски четник током Балканским ратовима и у Првом светском рату.
Основну школу и седам разреда гимназије завршио је у Мостару, а осми у Сремским Карловцима. Након тога студирао је права, прво у Загребу, а затим у Бечу. У Бечу, по завршетку студија га је затекла Анексиона криза, те он 1909. пребегава у Црну Гору, па Србију, где улази у четничку организацију. У Првом балканском рату бори се као четник у одреду Војислава Танкосића. Због исказане храбрости у овом рату био је одликован Златном медаљом Обилића за храброст. Када је почео Први светски рат Милићевић улази у јадарски четнички одред Војислава Танкосића. У овом одреду борио се у западној Србији, али 16. августа гине код Крупња. Сахрањен је у крупањском гробљу.
Његово тело је, заједно са телом Ристе Дуждевића Тохоља, његовог побратима, сахрањено 28. августа 1935. у заједничку гробницу поред гроба Алексе Шантића у Мостару.
Алекса Шантић посветио је песму свом пријатељу и земљаку.